# میشائل هابک
میشائل هابک (آلمانی: Michael Habeck؛ ‏ ۲۳ آوریل ۱۹۴۴ –  ۴ فوریهٔ ۲۰۱۱) بازیگر اهل آلمان بود.
از فیلم‌ها یا سریال‌های تلویزیونی که وی در آن نقش داشته‌است، می‌توان به استریکس و اوبلیکس علیه سزار، نام گل سرخ و ماشین اسباب‌بازی سرخ آتشین اشاره کرد.